# 苏鲁-米冈·阿皮蒂
蘇魯－米岡·馬塞林·瑟夫·阿皮蒂（英語：Sourou-Migan Marcellin Joseph Apithy，1913年4月8日－1989年12月3日）是貝南政治人物，並且於達荷美共和國成為政治活躍人物。